# Epifitne biljke
Epifiti su svaka biljka koja raste na drugoj biljci ili objektu samo radi fizičke potpore. Epifiti nisu vezani za tlo ili drugi očiti izvor hranjivih tvari i nisu paraziti na potpornim biljkama. Većina epifita nalazi se u vlažnim tropskim područjima, gdje njihova sposobnost rasta iznad razine tla osigurava pristup sunčevoj svjetlosti u gustim sjenovitim šumama i iskorištava hranjive tvari dostupne iz lišća i drugih organskih ostataka koji se skupljaju visoko u krošnjama drveća. Većina epifitskih biljaka su angiosperme (cvjetnice); uključuju mnoge vrste orhideja, tillandsia i druge članove pofrodice ananasa (Bromeliaceae). Mahovine, paprati i jetrenjače također su uobičajeni epifiti i nalaze se u tropskim i umjerenim regijama. Dok su epifiti neuobičajeni u sušnim okruženjima, „loptasta mahovina” (Tillandsia recurvata) je značajna iznimka i može se pronaći u obalnim pustinjama u Meksiku, gdje dobiva vlagu iz morske magle.
Epifiti dobivaju vodu od kiše i vodene pare u zraku; većina apsorbira vodu svojim korijenjem, iako mnoge imaju specijalizirane listove koji također uzimaju vlagu. Dok se neki minerali dobivaju izravno iz kiše, hranjive tvari općenito se apsorbiraju iz otpadaka koji se skupljaju na biljkama koje se nalaze na podupori. S obzirom na njihove uske zahtjeve staništa, mnogi epifiti se oslanjaju na vjetar za širenje sjemena i imaju pernato ili sjeme poput prašine. Raspršivanje životinjama također je uobičajeno, a brojne vrste imaju jestive plodove sa sjemenkama koje raznose ptice i druge životinje koje žive na drveću.